# Darko Stojanović
Darko Stojanović (Petrovac na Mlavi, 6. jul 1990) je srpski muzičar i bubnjar.  
Najpoznatiji je kao član punk-rock/hardcore sastava UPS!, ali je tokom karijere svirao i u bendovima Kvazimodo, Zli Sin Narkoman i Vrtovi. Aktivno je prisutan na muzičkoj sceni od 1999. godine. Sada stalni član benda Zli Sin Narkoman.

## Biografija
Darko Stojanović rođen je 6. jula 1990. godine u Petrovcu na Mlavi.  
Već od detinjstva počeo je da svira bubnjeve, a od 1999. godine aktivno nastupa u različitim muzičkim sastavima.Iza sebe ima preko 500 nastupa širom balkana i evrope.  

## Karijera
Karijeru započinje 1999. godine nastupima u lokalnim bendovima, a najveću prepoznatljivost stiče kao bubnjar benda UPS!, kao osnivać i menadžer tog benda koji je deo međunarodne izdavačke kuće Punk Outlaw Records u Americi.
Pored UPS!-a, bio je član i drugih sastava poput Kvazimodo, Zli Sin Narkoman i Vrtovi, sa kojima je nastupao širom Srbije, Balkana i Evrope. Tokom svoje karijere nastupao je na mnogim festivalima i koncertima sa bendovima i izvođačima kao što su Goblini, Atheist Rap, Novembar, Bjesovi, Dubioza Kolektiv, Sunshine, E-Play, Ničim Izazvan, Vlatko Stefanovski, Ritam Nereda, Dža ili Bu i mnogi drugi.
Poznat je po energičnim nastupima i tehnički preciznom sviranju bubnjeva.

## Diskografija
Sa bendom UPS!
- Evolucija Kroz Tranziciju (2011) – album
- DEMO - (2007) (2 songs)
- Unsigned Promo demo album - (2010) (4 songs)
- CD Hi Gain Record Label (2011)
- NOCTURNE VOL.9 June/July (2011). CD

Ostali projekti
- Kvazimodo – Revolucija
- Zli Sin Narkoman
- Vrtovi

## Spoljašnje veze
- Punk Outlaw Records – UPS! profil
- Facebook
- Instagram